# Into the Forest (Film)
Into The Forest ist ein dystopischer Coming-of-Age-Spielfilm der kanadischen Regisseurin Patricia Rozema aus dem Jahr 2015.

## Inhalt
Der Film spielt in einer nahen Zukunft. Nell und Eva leben mit ihrem Vater etwa 40 Kilometer von der nächsten Stadt entfernt in einem noch nicht ganz fertiggestellten Haus in den Wäldern im Nordwesten Kanadas. Die Mutter ist vor nicht allzu langer Zeit gestorben. Während Eva eine Karriere als Tänzerin anstrebt und sich auf eine Aufnahmeprüfung vorbereitet, lernt Nell für den Aufnahmetest fürs College.
Nachdem der Strom ausgefallen ist, erfahren sie durch ein solarbetriebenes Radio, dass die gesamte Westküste von dem fehlenden Strom betroffen sei. Bald darauf ist eine Kommunikation mit der Außenwelt nicht mehr möglich und das Radio empfängt nichts mehr. Ferner ist auch die Wasserversorgung unterbrochen. Anfangs gehen die drei weiter ihrem Alltag nach und warten auf eine Veränderung der Situation. Nach zehn Tagen fahren sie gemeinsam in die Stadt und finden ratlose Menschen vor. Es gelingt ihnen, in einem fast leeren Geschäft Salz, Konserven und etwas Benzin zu kaufen. Stan, ein Verkäufer, bewacht den Laden mit einer Waffe. Er ist hilfsbereit, macht aber auf der anderen Seite einen beängstigenden Eindruck. Nach und nach deutet immer mehr darauf hin, dass es sich dem anhaltenden Stromausfall nicht nur um einen vorübergehenden Zustand handelt.
Als der Vater im Wald beim Holzfällen durch einen lebensgefährlichen Schnitt mit der Kettensäge stirbt, erschwert sich für die Schwestern nicht nur das Überleben, hinzu kommen Isolation und Trauer, die ihnen sehr zusetzen. Eva leidet außerdem zunehmend unter dem Verzicht auf ihr von Musik begleitetes Tanztraining.
Nells Freund Eli kommt zu Fuß aus der Stadt und möchte die beiden überreden, sich auf den Weg nach Boston zu machen, weil es dort Gerüchten zufolge Strom gebe. Nell bricht zunächst mit ihm in die Wälder auf, doch durch die enge Bindung zu Eva wird ihr bewusst, dass sie diese nicht zurücklassen kann. Sie kehrt um.
Da die beiden in einem Gehege gehaltenen Hühner, die mit ihren Eiern eine zusätzliche  Nahrungsquelle lieferten, zuvor durch Wildschweine getötet worden waren, sammeln die Schwestern nun Beeren, die sie trocknen oder einkochen.
Eines Abends bedienen sich Nell und Eva an einer Flasche Schnaps, und Nell schlägt vor, nun etwas Benzin in den Generator zu füllen, um Musik hören zu können. Stattdessen sehen sie sich dann jedoch ein älteres Hobbyvideo an, das ein harmonisches Familienleben der vier zeigt.
Während Nell eines Tages im Wald Blaubeeren sammelt, wird Eva von Stan, bei dem die Familie damals eingekauft hat, belästigt und vergewaltigt. Anschließend stiehlt er ihr Benzin.
Als sie im Haus einen Umschlag mit der Aufschrift Pumpkin finden, vermuten sie darin einen Brief des Vaters, der Nell Pumpkin nannte. Doch das Kuvert enthält Kürbissamen (englisch pumpkin = Kürbis). Um autark überleben zu können, legen die Schwestern einen Garten an.
Nell weckt ihre Schwester zur Aufmunterung mit Musik. Sie hatte zuvor heimlich einen Teil des Benzins abgefüllt und versteckt. Dieser war von Stan übersehen worden.
Eva entdeckt ihre Schwangerschaft und möchte, während Nell an eine Abtreibung denkt, das Kind behalten. Um einer Fehlentwicklung des Babys vorzubeugen, beginnt Nell Wildschweine im Wald zu jagen. Sie erlegt eines und durch das sich angeeignete Wissen gelingt es ihr, es auszunehmen und das Fleisch kundig zu verarbeiten.
Da das Haus immer baufälliger wird und ein Teil des Daches während eines Gewitters einstürzt, gehen sie vorübergehend in eine kleine Hütte, die nicht weit entfernt liegt. Dort bringt Eva einen gesunden Jungen zur Welt.
Seit dem Stromausfall ist mittlerweile über ein Jahr vergangen. Eva sieht große Probleme in dem unsicheren, von schwarzem Schimmel befallenen Haus. Sie überzeugt Nell davon, das marode Haus mit dem letzten Benzin niederzubrennen und gemeinsam mit dem Kind und einigen wenigen Habseligkeiten und Erinnerungsstücken in die Wälder aufzubrechen. Sie schließen mit der Vergangenheit ab und setzen einen Neuanfang. Der Titel des Films wird Wirklichkeit.

## Thematik

### Überleben
Into The Forest lässt in den ersten Szenen keine Zweifel daran, dass Nell und Eva in ihrer bildschirm- und internetgeprägten Generation keine Ausnahme darstellen. Vor diesem Hintergrund erscheint das anschließende Leben ohne Strom als doppelte Herausforderung: Es geht nicht nur um physisches Überleben, Nahrungsbeschaffung und Schutz vor Gefahr, sondern auch um die Erhaltung der geistigen Gesundheit. So lassen sie sich durch den Stromausfall nicht gleich von dem abbringen, was sie als Individuen charakterisiert: Eva übt weiter ihre Choreografie ein, Nell lernt für den Aufnahmetest fürs College. Da der Film keinen Grund für den Stromausfall nennt und die beiden Schwestern in fast völliger Abgeschiedenheit leben, lässt der Film an die Überlebensanstrengungen früherer Zeiten denken: Die jungen Frauen werden zu Sammlerinnen, Jägerinnen und Ackerbäuerinnen.
Trotz aller Schwierigkeiten lässt die Regisseurin im Aufbruch der beiden Schwestern und des Babys einen Funken Hoffnung aufscheinen, was in dystopischen Filmen nicht immer der Fall ist. So findet sich denn auch auf dem Filmplakat und im Trailer das Wortspiel: „Hope is power“ (englisch = Hoffnung ist Kraft/Macht/Elektrizität). Und Eva weist darauf hin, dass die Menschen seit ca. 200.000 Jahren auf der Erde leben, aber erst seit 140 Jahren Strom haben und auch wieder auf ihn werden verzichten können.

### Beziehung zwischen Nell und Eva
Der Schwerpunkt des Films liegt auf der Beziehung der beiden jungen Frauen. Anders als in der bequemen Welt zu Beginn des Films sind Eva und Nell nach dem Stromausfall völlig aufeinander angewiesen, was ihre Liebe zueinander immer wieder auf eine harte Probe stellt. So lässt Eva in der Zeit, als Eli zu Besuch ist, die kränkende Bemerkung fallen, einen weiteren Esser könnten sie hier nicht gebrauchen.

## Produktionsgeschichte
Der Film basiert auf dem gleichnamigen Roman von Jean Hegland aus dem Jahr 1997, der im deutschsprachigen Raum 1998 unter dem Titel Die Lichtung erschien. Elliot Page schlug Patricia Rozema die Verfilmung vor.
Er wurde in Vancouver von Rhombus Media, Bron Studios and Creative Wealth Media Finance sowie Elliot Page produziert.
Es war Pages erste Filmproduktion.
Am 21. Oktober 2013 wurde bekannt, dass Page und Evan Rachel Wood mitspielen würden. Von der Besetzung der männlichen Hauptrollen mit Max Minghella and Callum Keith Rennie war erst fast ein Jahr später, nach dem Beginn der Produktion des Films, zu lesen.
Der Weltvertrieb liegt bei Celsius Entertainment.

## Veröffentlichung
Seine Premiere feierte der Film auf dem Toronto International Film Festival am 12. September 2015. Er lief dort in der Gruppe Special Presentation. Im Dezember 2015 nahm das Toronto International Film Festival Into The Forest in seine Liste der besten kanadischen Filme des Jahres auf. In Kanada kam der Film am 3. Juni 2016 in die Kinos, in den USA am 22. Juli 2016. In Deutschland wurde der Film erstmals am 25. Juni 2016 im Rahmen des Filmfests München gezeigt. Ab dem 17. Februar 2017 wurde er auch als DVD vertrieben.

## Zeit der Handlung
Details wie ein Tablet und Smartphone aus Glas weisen darauf hin, dass der Film in der nahen Zukunft spielt.

## Rezeption

### Thematik
Auf der Website des Toronto International Film Festivals findet sich eine sehr positive Kritik: Die Regisseurin habe die Verwundbarkeit unserer modernen Welt gezeigt und der furchterregenden Vision des Films einen menschenfreundlichen Anstrich verliehen. Sonja Hartl fand auf kino-zeit.de positive Worte für diese „ungewöhnlich ruhige[n] Dystopie“ und ihre beiden Protagonistinnen, die weder den Schutz eines Mannes noch den einer Gruppe brauchen.

### Schauspielleistung
Die „kraftvolle und differenzierte schauspielerische Darstellung der jungen Frauen“ durch Page und Wood zeige, wie die beiden ihren Platz in der Welt und ihre Beziehung zu ihrer Heimat, ihrem Land und zueinander auf den Prüfstand stellen.
Die Leistung der beiden Schauspielerinnen wurde auch in anderen Rezensionen gelobt.

### Filmische und narrative Ebene
Doch könne diese, so ein Teil der Kritik, die Schwächen von Into The Forest auf der filmischen und narrativen Ebene nicht ausgleichen. Zwar würden die in der Romanvorlage beschriebenen Ereignisse für dramatische Höhepunkte sorgen, doch gelinge es dem Film nicht, Gedanken in Handlung zu übersetzen und dadurch die Charaktere lebendig werden zu lassen.
Kritisiert wurde bei aller Anerkennung für die Darstellung der Beziehung der Schwestern „zwischen Symbiose und Spannungen“ auch, das Innenleben der beiden jungen Frauen sei „erbärmlich dünn“. So werde zwar anfangs im Zusammenhang mit Evas Choreografie die gefeierte Balletttänzerin und Choreografin Crystal Pite erwähnt und Evas Leidenschaft für den Tanz gezeigt, doch taucht dieses Thema später nicht mehr auf.
Andere Stimmen lobten dagegen die „konsequent charakterorientierte[n] Erzählweise“, durch die der Film sich „wohltuend von den zumeist handlungsorientierten Vertretern der Genre-Konkurrenz“ abhebe und fanden die Dramatisierung der Handlung gegen Ende des Films unnötig. „Es gibt wohl keinen anderen Survival-Film, in dem sich die Protagonisten dermassen viel umarmen.“
Auch wurde die Aussparung des Winters und anderer Widrigkeiten, die das Leben in der kanadischen Wildnis mit sich bringt, kritisiert; der Überlebenskampf sei herausfordernder, als der Film es nahelege. Dieser Einwand wurde jedoch durch die Frage relativiert: „Wenn im Kino keine Wünsche erfüllt werden können – wo dann?“

### Darstellung der Natur
Die titelgebenden Wälder seien, so die Rezension in Variety, nicht angemessen gezeichnet: Der mythische Sog der Landschaft, den der Titel nahelegt, werde im Film nicht genug spürbar.

## Stellung in der Filmgeschichte
Die Kritik sah eine Verbindung zu 127 Hours (2010) von Danny Boyle, in dem James Franco in einer Felsspalte eingeklemmt ist, und Soul Surfer (2011) über eine junge Athletin in Hawaii, die ihren Arm an einen Hai verlor. Alle drei Filme zeigten außergewöhnliche Ereignisse in der Natur und den Sieg willensstarker Figuren.

## Auszeichnungen und Nominierungen (Auswahl)
- 2016: Imagine Film Festival, Amsterdam: Auszeichnung mit der Schwarzen Tulpe (Preis der Jury)
- 2016: Leo Award: Nominierung für Best Visual Effects in a Motion Picture

## Beteiligung an Filmfestivals (Auswahl)
- 2016: !f Istanbul Independent Film Festival
- 2016: Imagine Film Festival, Niederlande
- 2016: Chicago Critics Film Festival
- 2016: Internationales Filmfest München, Reihe Spotlight (deutsche Premiere)[8]
- 2015: Toronto International Film Festival
- 2015: Vancouver International Film Festival
- 2015: Busan International Film Festival (Südkorea)[14]
- 2015: Sitges International Fantastic Film Festival